# Entephria albobrunnea
Entephria albobrunnea är en fjärilsart som beskrevs av Aubert 1959. Entephria albobrunnea ingår i släktet Entephria och familjen mätare. Inga underarter finns listade i Catalogue of Life.